# Ham-en-Artois
Ham-en-Artois település Franciaországban, Pas-de-Calais megyében. Lakosainak száma 947 fő (2022. január 1.). Ham-en-Artois Isbergues, Lillers, Norrent-Fontes, Bourecq, Busnes és Guarbecque községekkel határos.

## Népesség
A település népességének változása:
| Lakosok száma | 1016 | 1015 | 1020 | 992  | 976  | 959  | 947  | 944  | 947  |
|               | 2013 | 2015 | 2016 | 2017 | 2018 | 2019 | 2020 | 2021 | 2022 |